# 興化禅寺
興化禅寺（こうかぜんじ）は、中華人民共和国江蘇省徐州市泉山区雲龍山にある仏教寺院。

## 歴史
興化禅寺は明の建文4年（1402年）に建立された。
1995年4月、江蘇省人民政府は仏寺を江蘇省文物保護単位に認定した。

## 伽藍
山門、天王殿、天橋、大雄宝殿、三聖殿、大仏殿

## 国宝
- 北魏の石仏像